# Zion Johnson
Zion Johnson (Bowie, Maryland, 18 de noviembre de 1999) es un jugador profesional estadounidense de fútbol americano, se desempeña en la posición de lineman en Los Angeles Chargers, en la National Football League (NFL).

## Carrera
Fue seleccionado en la Reunión Anual de Selección de Jugadores de la NFL de 2022. Hizo su debut profesional con el equipo Los Angeles Chargers, lleva jugando dos temporadas.